# Єлісєєв Євген Анатолійович
Євген Анатолійович Єлісєєв — український фізик і матеріалознавець, вивчає властивості сегнетоелектричних наноматеріалів, доктор фізико-математичних наук (2009), лауреат премії «Лідер науки України 2016. Web of Science Award» і премії НАН України імені В. Є. Лашкарьова (2012), провідний науковий співробітник Інституту проблем матеріалознавства НАН України.
Автор понад 200 наукових праць, опублікованих у провідних міжнародних виданнях, зокрема таких як «Science» і «Physical Review Letters». Має одні з найвищих наукометричних показників у Scopus серед науковців України: індекс Гірша 34, 3512 цитувань, 191 документ (станом на березень 2017 року).
Двічі поспіль, протягом 2011 і 2012 років, отримував Стипендію Верховної Ради України для найталановитіших молодих учених.

## Життєпис
У 2003 році захистив кандидатську дисертацію на тему «Особливості діелектричних властивостей та фазових діаграм сегнетоелектричних плівок та релаксорів» (науковий керівник М. Д. Глинчук). Докторську дисертацію захистив 2009 року на тему «Розмірні ефекти полярних та діелектричних властивостей сегнетоелектричних наноматеріалів».
Значна частина праць опубліковані у співавторстві з Г. М. Морозовською, яка вивчає сегнетоелектрики у Інституті фізики НАН України.